# Dubai International Academic City
Dubai International Academic City (DIAC), được xây dựng gần Al Ruwayyah dọc theo đường Dubai-Al Ain ở thành phố Dubai, Các Tiểu vương quốc Ả Rập Thống nhất. DIAC nằm trong Dubai Academic City,  trải rộng trên diện tích 12.000.000 mét vuông. Dự án được khởi động vào tháng 5 năm 2006 như một khu vực mà các cơ sở giáo dục từ Dubai Knowledge Village sẽ chuyển đến. Mục đích của DIAC là xây dựng các trường học, cao đẳng và đại học phục vụ việc học cho toàn bộ người dân và những người nhập cư chuyển đến. Hơn 12.000 sinh viên theo học tại 13 viện giáo dục đại học quốc tế tại DIAC.

## Các trường tại DIAC
- Đại học Al Ghurair
- Đại học Hoa Kỳ ở Dubai
- Đại học Hoa Kỳ ở Các Tiểu vương quốc
- Đại học Azad
- Đại học Amity, Dubai
- Viện Công nghệ & Khoa học Birla, Pilani - Dubai
- Đại học Birmingham, Dubai
- Đại học Anh ở Dubai
- Đại học Curtin Dubai
- Trường Cao đẳng tiếng Anh Dubai
- Đại học Hàng không Emirates
- Đại học thời trang Pháp Dubai
- Trường tiếng Pháp Dubai, trường trung học
- Trường tiếng Đức Dubai, trường tiểu học
- Đại học Hamdan eTQM
- Đại học Heriot-Watt Dubai
- Trường Cao đẳng Công nghệ, Khuôn viên Đại học nam Dubai
- Trường kinh doanh quốc tế Hult Dubai
- Học viện quản lý Ấn Độ Indore, Khuôn viên Dubai
- Viện Công nghệ Quản lý, Dubai
- Học viện JSS Dubai
- Đại học Degli Studi "G. d'Annunzio" Chieti-Pescara
- Đại học Mahatma Gandhi Dubai
- Đại học Manipal Dubai
- Đại học Murdoch Dubai
- Viện giáo dục nghề nghiệp quốc gia Dubai
- Học viện công nghệ Rochester Dubai
- Đại học St Joseph Dubai
- Trung tâm Quản lý S P Jain Dubai
- SZABIST Dubai
- Học viện khách sạn Các Tiểu vương quốc Ả Rập thống nhất
- Viện khoa học y học Universal Empire
- Viện công nghệ Universal Empire
- Đại học Waterloo Dubai
- Đại học Zayed

## Các trường dự kiến sẽ thành lập hoặc chuyển đến DIAC
- Các trường cao đẳng và đại học hiện tại có trụ sở tại Dubai Knowledge Village
- Đại học Hoa Kỳ II ở Dubai
- Cao đẳng Hàng không Dubai (hiện đang nằm gần cầu Garhood)
- Học viện cảnh sát Dubai (hiện tại nằm giữa Burj Al Arab và đường Sheikh Zayed)
- Đại học Dubai
- Viện Công nghệ Quản lý, Dubai
- Trung tâm quốc tế Nông nghiệp Biosaline
- Đại học Kỹ thuật và Kinh tế St Petersburg
- Học viện khách sạn Các Tiểu vương quốc Ả Rập thống nhất